# Oberalppass
Der Oberalppass (rätoromanisch Cuolm d'Urseraⓘ oder Alpsuⓘ) verbindet die Ortschaften Sedrun in der Surselva im Kanton Graubünden mit Andermatt im Urserental im Kanton Uri in der Schweiz.

## Lage

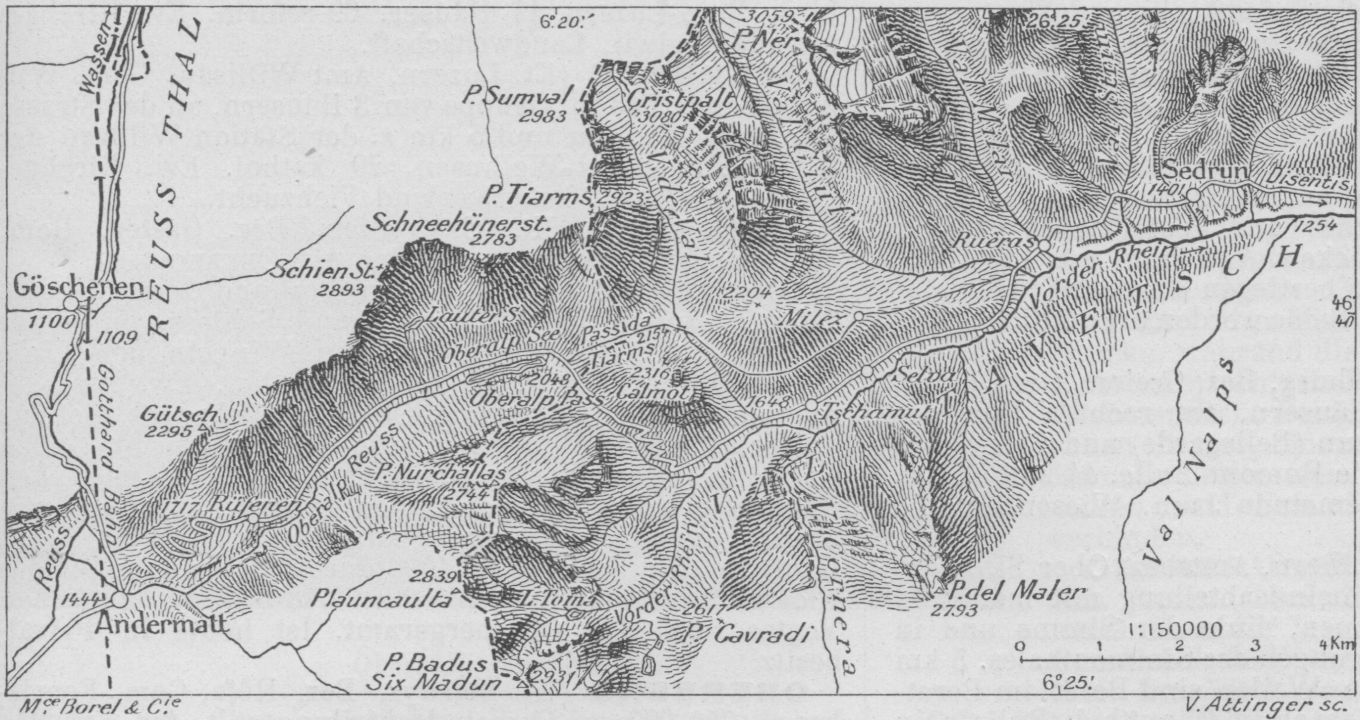
Skizze der Region um den Oberalppass

Die Passhöhe liegt auf 2044 m ü. M. im Gemeindegebiet von Tujetsch. Unmittelbar westlich der Passhöhe liegt der leicht angestaute Oberalpsee. Südwestlich erhebt sich der Pazolastock (2739 m ü. M.), im Osten der Calmut (2310 m ü. M.), nördlich von diesem der Piz Tiarms (2917 m ü. M.), westlich von diesem der Schneehüenerstock (2772 m ü. M.), der militärisch genutzt und durch eine Gondelbahn erschlossen wird, sowie der Brunnenstock (2887 m ü. M.). 
Zwischen Calmut und Piz Tiarms liegt der Pass Tiarms (2148 m ü. M.), der über Milez ebenfalls nach Rueras führt und vor dem Bau der Fahrstrasse über Tschamut als weniger lawinengefährdete Route zwischen Tujetsch und dem Oberalppass benutzt wurde. Zwischen Piz Tiarms und Schneehüenerstock liegt die Fellilücke (2476 m ü. M.), über die Gurtnellen erreichbar ist.
Drei Kilometer südlich des Passes liegt der Lai da Tuma (Tomasee, 2345 m). Er gilt als Quelle des Rheins (Vorderrhein, Rein Anteriur). Der Abfluss aus dem See heisst Rein da Tuma. Aus diesem und einigen anderen Zuflüssen wird nach den ersten zwei Talstufen noch vor Tschamut der Vorderrhein.

## Erschliessung

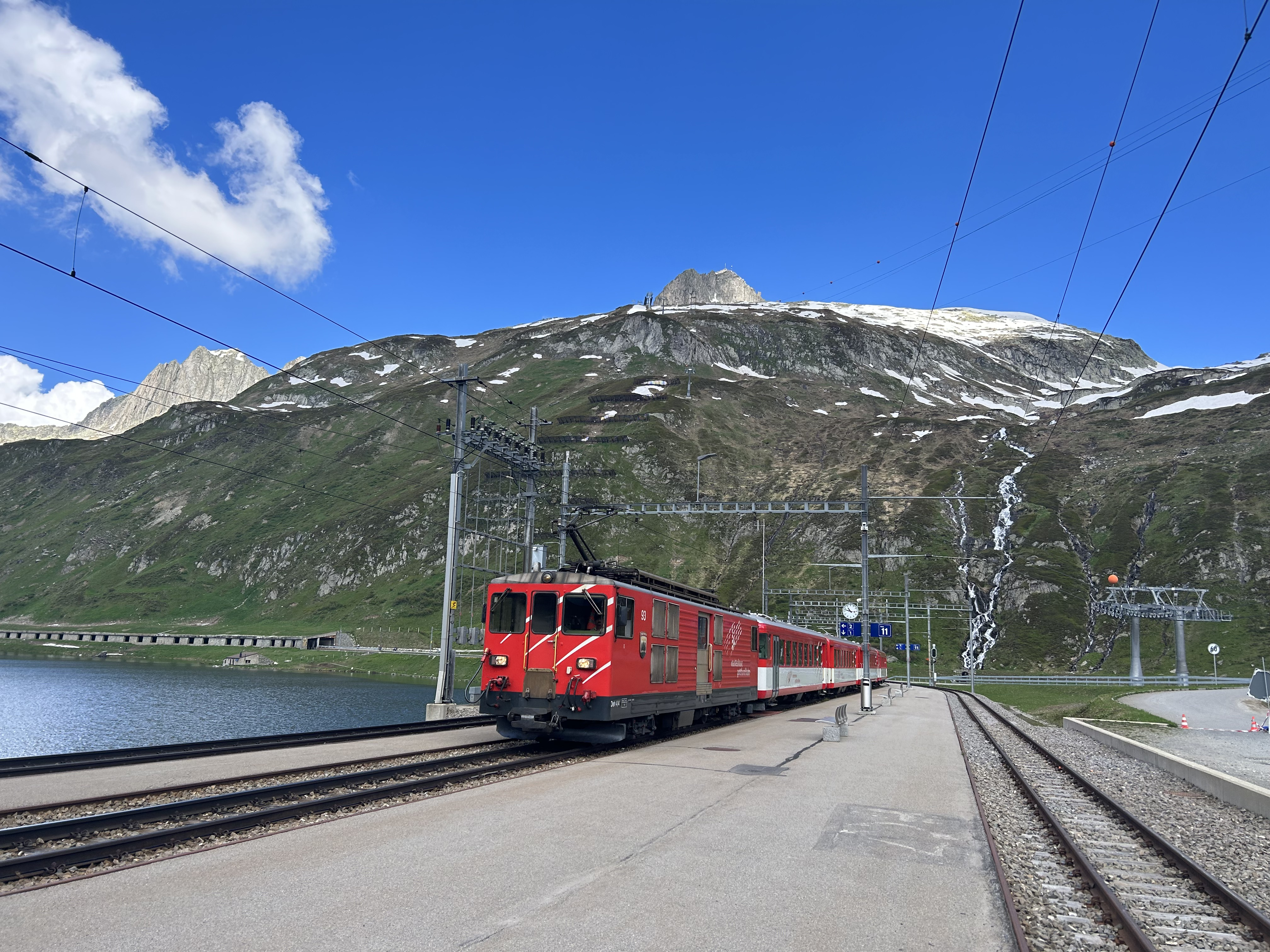
Einfahrt der Matterhorn-Gotthard-Bahn

Als Verbindung zum Urserntal und darüber hinaus nach Norden, Westen und Süden war der Oberalppass schon im Mittelalter eine wichtige Verbindung, so besass das Kloster Disentis wichtige Hoheitsrechte und Güter in Ursern.
1862/63 wurde die Route über Tschamut zur Fahrstrasse ausgebaut. Für den Bau war der Genfer Offizier und Mathematiker Jean-Louis Aubert verantwortlich, dem auch die Verwirklichung der Axenstrasse und der Verbindung über den Furkapass übertragen worden war.
Ab 1911 wurde die Furka-Oberalp-Bahn gebaut, welche kriegsbedingt den Betrieb erst 1926 aufnehmen konnte. Die Strecke wurde 1942 elektrifiziert und verkehrt seither ganzjährig, seit 2003 als Matterhorn-Gotthard-Bahn. Die Bahn überquert den Pass in einem knapp 900 Meter langen Tunnel und mehreren Galerien. Damit ist sie neben der Berninabahn die einzige Bahnstrecke der Schweiz, die auf einer solchen Höhe ohne längeren Tunnel auskommt.
Die Hauptstrasse 19, die über die Passhöhe führt, wird im Winter geschlossen. Die Öffnungszeiten des Passes variieren je nach Schneelage ab Mitte April bis maximal Anfang Dezember.
Eine limitierte Anzahl Fahrzeuge konnte im Winter mittels Autoverlad zwischen Andermatt und Sedrun transportiert werden. Der Autoverlad wurde an Ostern 2023 wegen mangelnder Rentabilität eingestellt.

## Tourismus

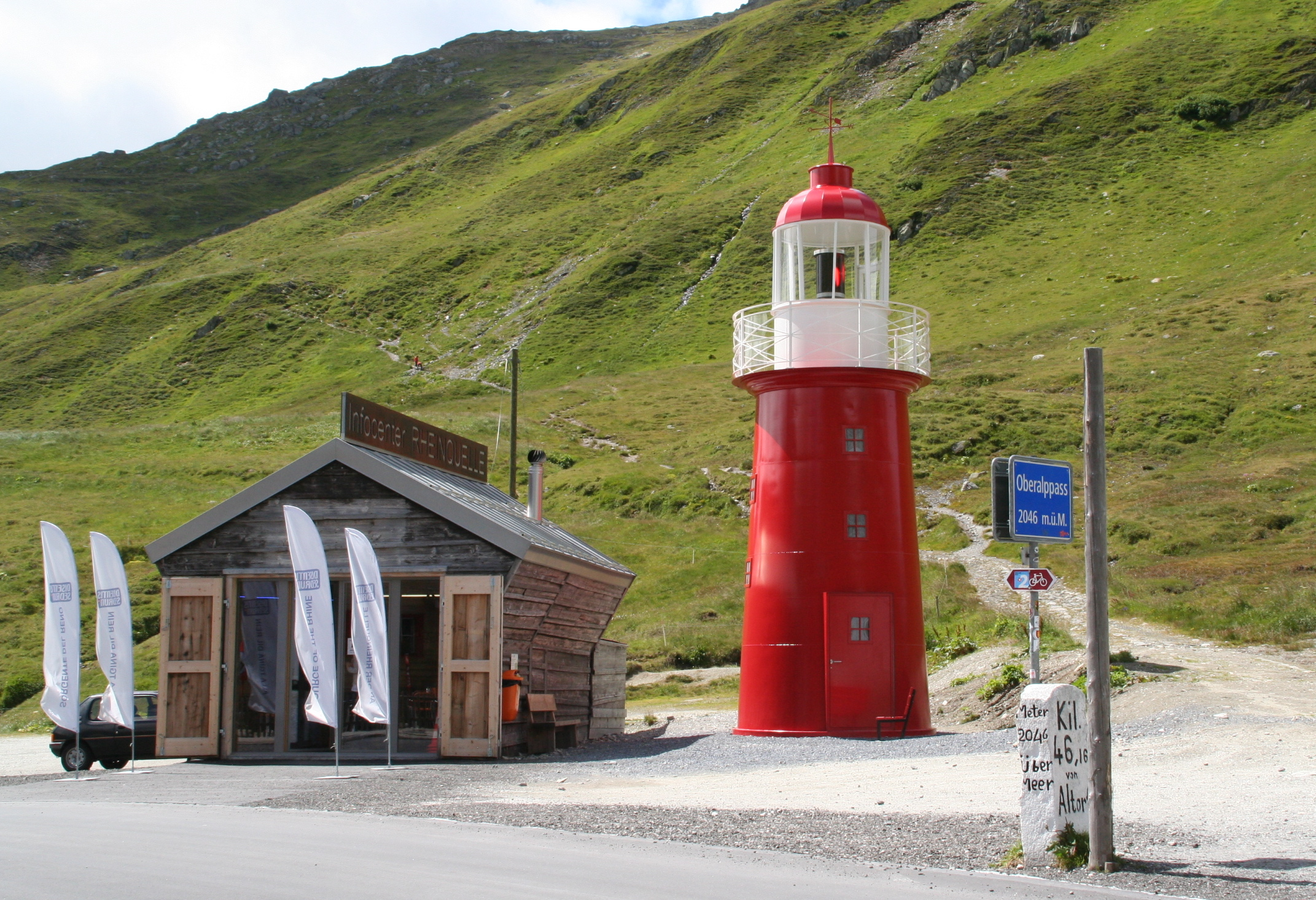
Oberalppasshöhe mit Leuchtturm Rheinquelle

Der Pass ist Ausgangspunkt für zahlreiche Wandertouren. Beliebte Ziele sind der Tomasee, Pazolastock, das Tujetsch über den Pass Tiarms und die Wege rund um den Schneehüenerstock.
Über den Oberalppass und entlang des jungen Vorderrheins in der Surselva führt der Fernwanderweg Senda Sursilvana bis ans Ende der Rheinschlucht bei Tamins, dem Zusammenfluss von Vorderrhein und Hinterrhein. Die Passhöhe ist Ausgangspunkt für Wanderungen in der Region, so zum Pazolastock, dem Tomasee, in die Val Maighels, ins Tujetsch oder zur Fellilücke (2476 m). Eine längere Route führt von der Oberalp-Passhöhe zur Maighelshütte und über den Lolenpass (2399 m) hinab zur Unteralp und weiter nach Andermatt.
Im Winter herrscht ab der Passhöhe Betrieb mit Alpinskifahrern, Schneeschuhläufern und Tourenskifahrern. Ein Sessellift führt via den Calmut ins Skigebiet von Sedrun, eine Gondelbahn unter den Gipfel des Schneehüenerstocks. Diese 10er-Gondelbahn ist das Herzstück der Skigebietsverbindung von Sedrun nach Andermatt und wurde im Dezember 2018 eröffnet.
Seit dem Oktober 2010 steht auf der Passhöhe der Leuchtturm Rheinquelle, ein verkleinerter Nachbau des 14 Meter hohen Turms, der 70 Jahre lang in Hoek van Holland an der Rheinmündung stand. Es handelt sich um eine touristische Werbeaktion, die im Auftrag von Sedrun Disentis Tourismus und Schweiz Tourismus entwickelt wurde. Die Aktion soll entlang des Rheins für die Ferienregion werben. Zudem war einst geplant, auch den alten Rheinfrachter „Rheinquelle“ von Basel auf dem Landweg zum Pass zu bringen. Unterwegs von Rotterdam hätte er an möglichst vielen Orten entlang des Flusses als Botschafter des Rheins dienen sollen. Die Umsetzung dieser Idee scheiterte an der Finanzierung und Logistik.
Die ehemalige Truppenunterkunft wurde 2021 von Samih Sawiris erworben, der rund um Andermatt schon zahlreiche touristische Grossprojekte realisiert hatte (unter anderem den Zusammenschluss der Skigebiete von Andermatt und Sedrun via Oberalppass). Eine touristische Nutzung des Areals der ehemaligen Soldatenunterkünfte würde aber eine Umzonung voraussetzen.

## Bilder

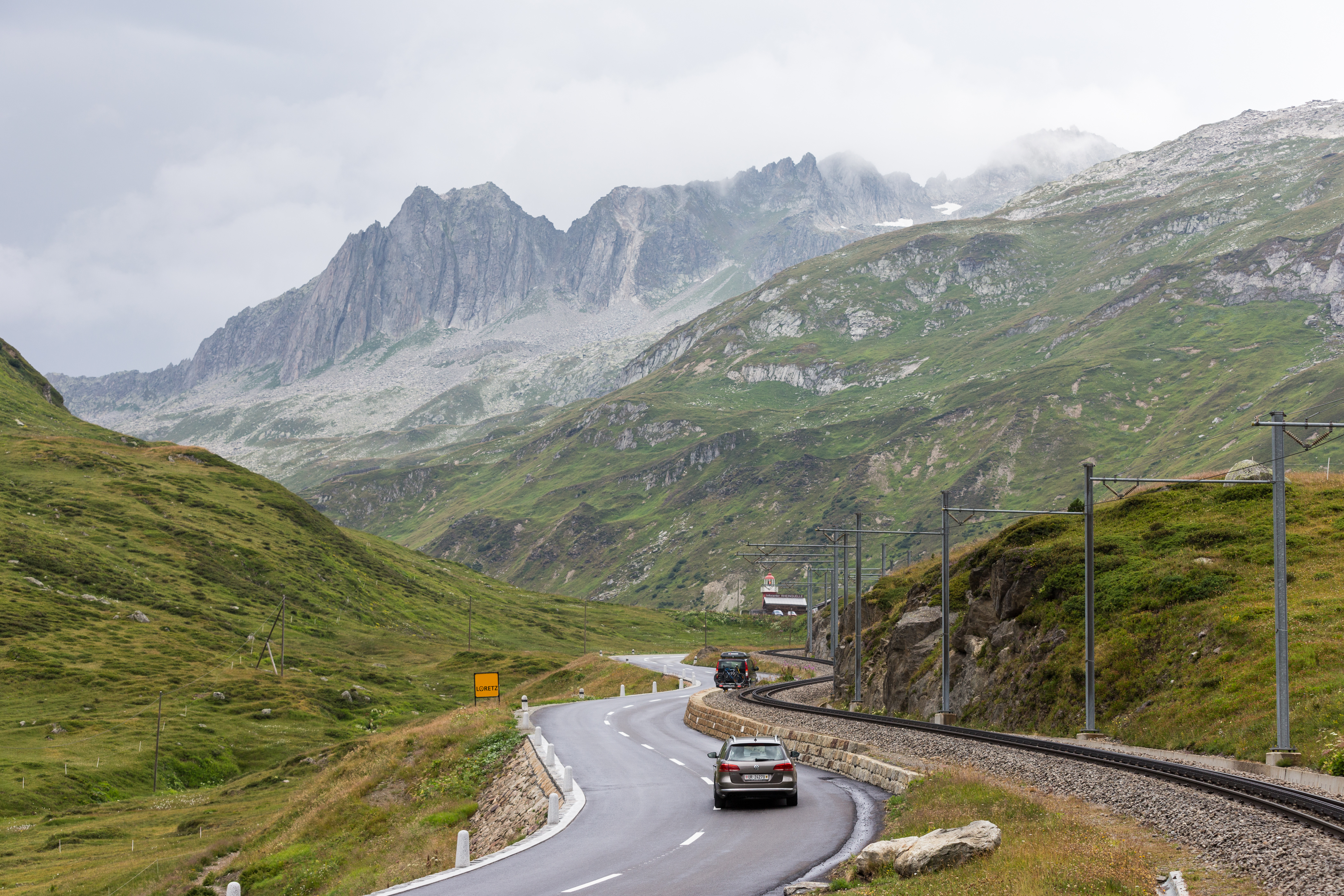
Oberalp-Passstrasse
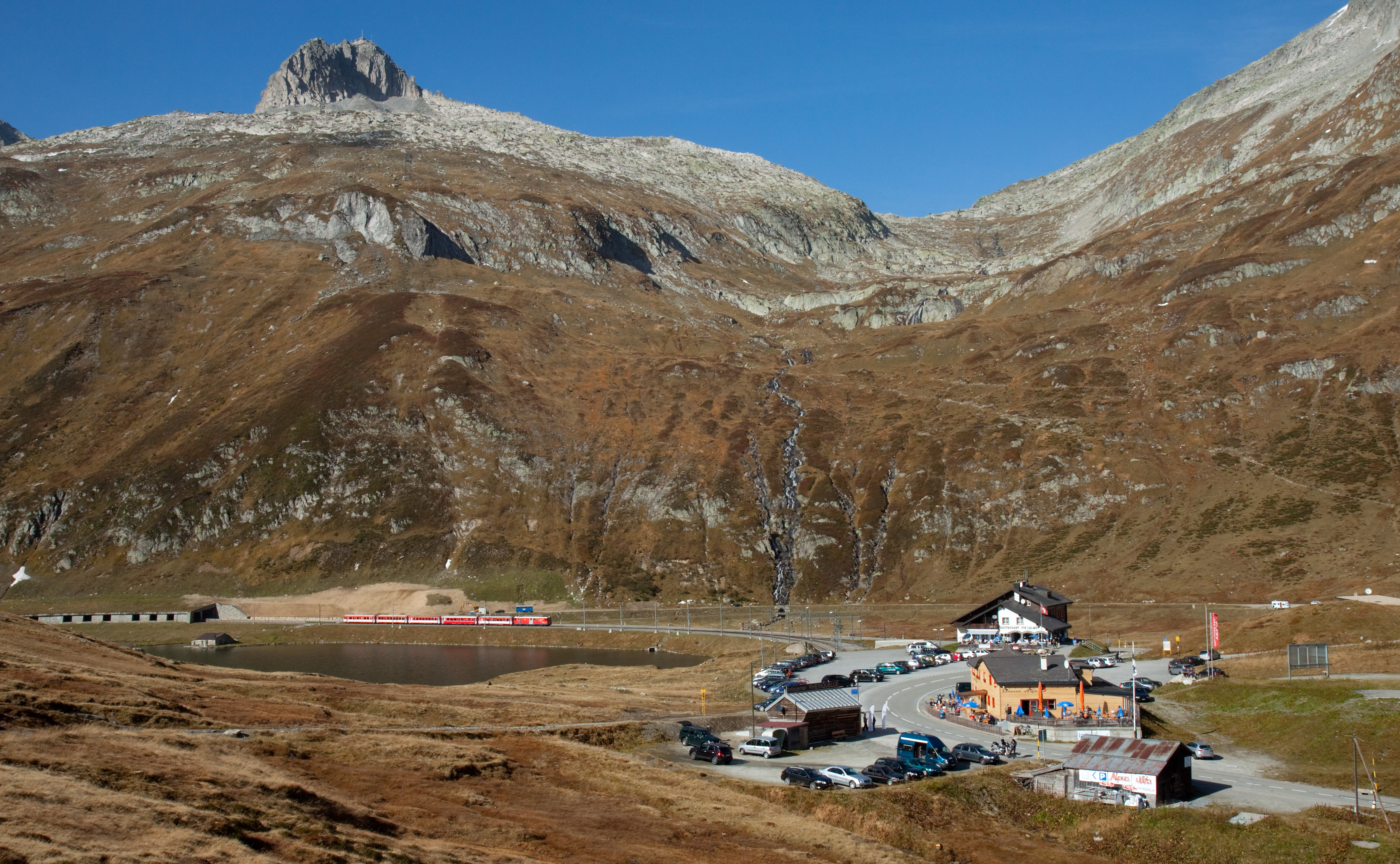
Restaurants der Passhöhe, mit Schneehüenerstock
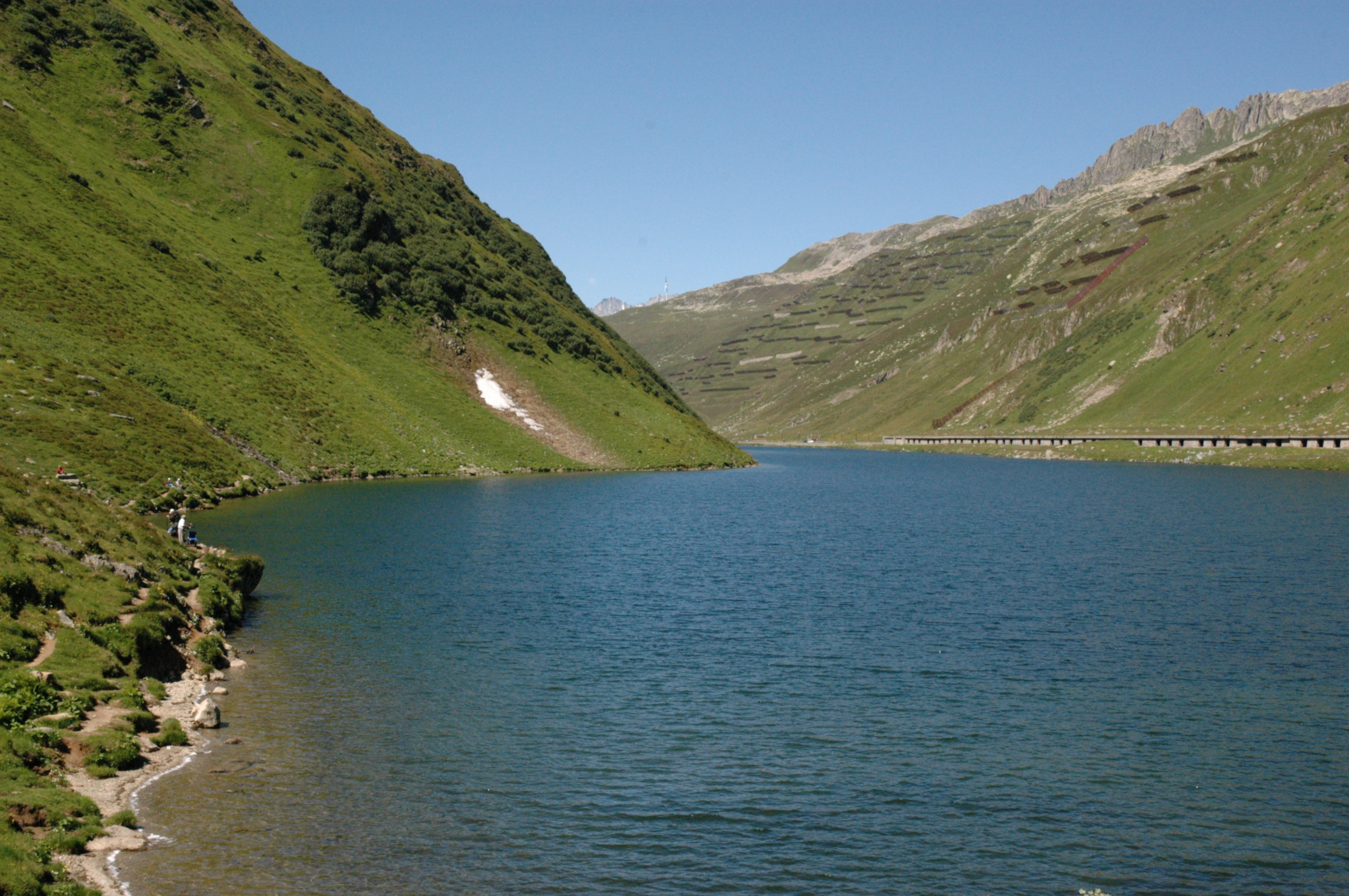
Oberalpsee
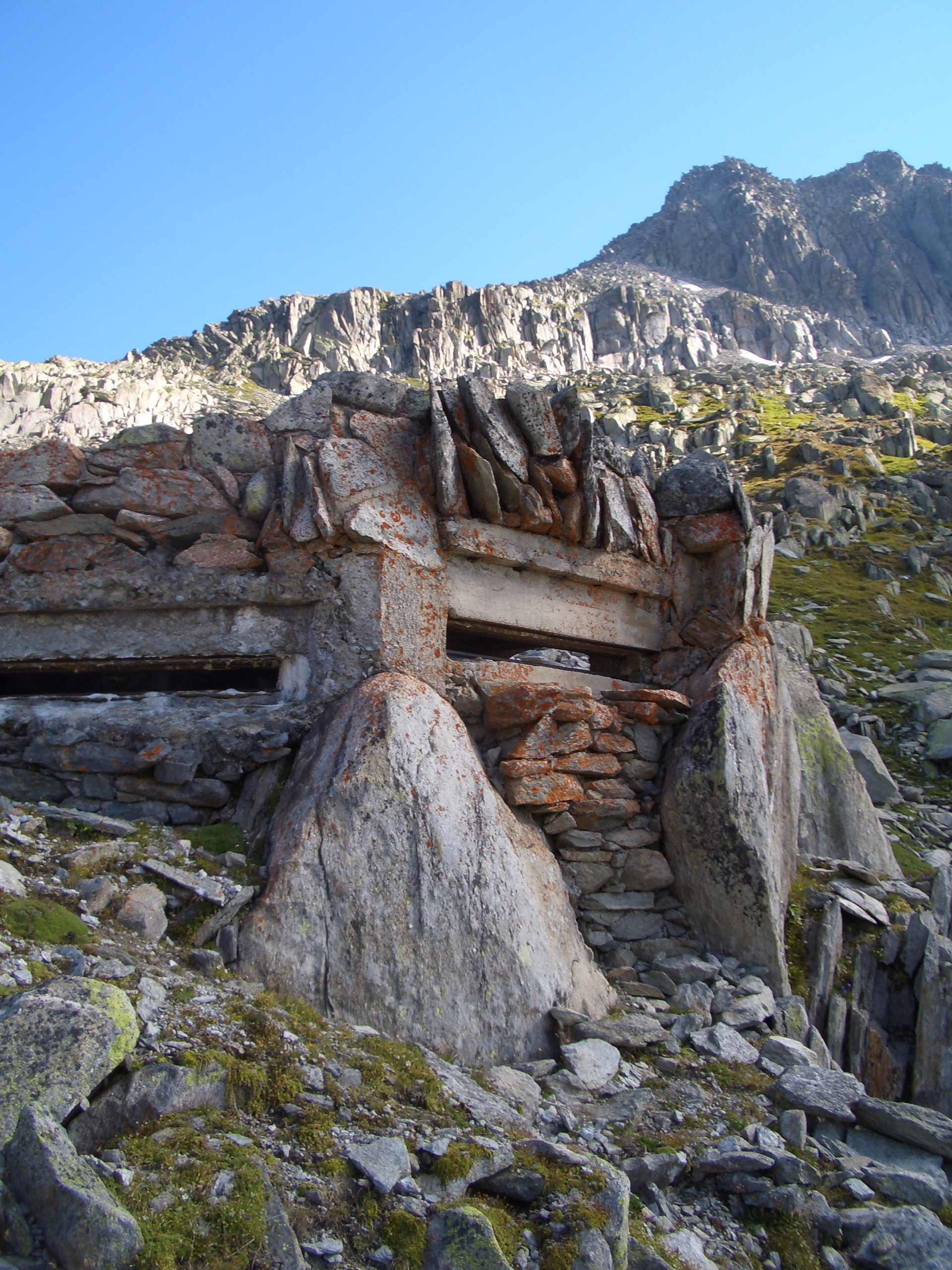
Ehemalige Bunkeranlage über dem Pass an der Fellilücke
Um 1900, nach Westen
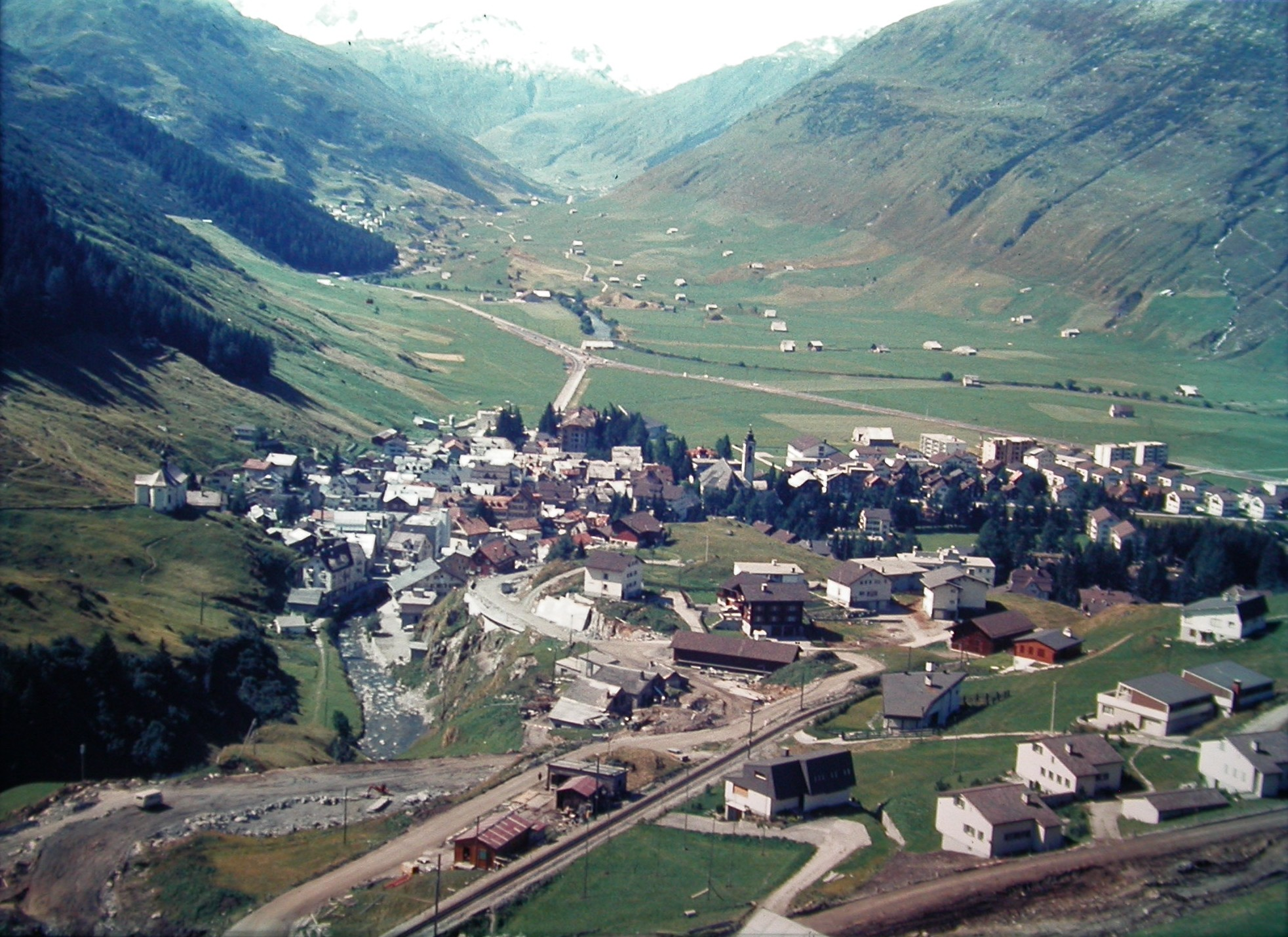
Bau der neuen Passstrasse bei Andermatt, 1969
Luftbild